# Варакляни
Варакляни (латис. Varakļāni) — місто в південно-східній Латвії.

## Назва
- Варакляни (латис. Varakļāni;  вимова) — сучасна латиська назва після 1918 року.
- Варкланд, Варклянд (нім. Warkland) — традиційна німецька назва.
- Варкелен (нім. Warkelen)
- Вараклуоні (латг. Varakļuoni)

## Історія
Місцевість уперше згадується в письмових джерелах як Варкланд в 1226 році як володіння Ризького єпископоства. Під 1483 роком уже згадується міське поселення. З 1538 року подароване німецькому лицарському роду Борхів.
Після розділу Польщі в 1772 році відійшло Російській імперії. 1784 році отримало статус містечка.
1789 року граф Міхаель-Йоганн фон дер Борх побудував Варкландський палац і парк, що збереглися до наших днів. 1783 року в парку встановлено бюст архітектора-італійця Мазотті.
11 лютого 1928 року Варакляни одержали статус міста.
У 1949—1956 роках — центр Вараклянського району Латвійської РСР.

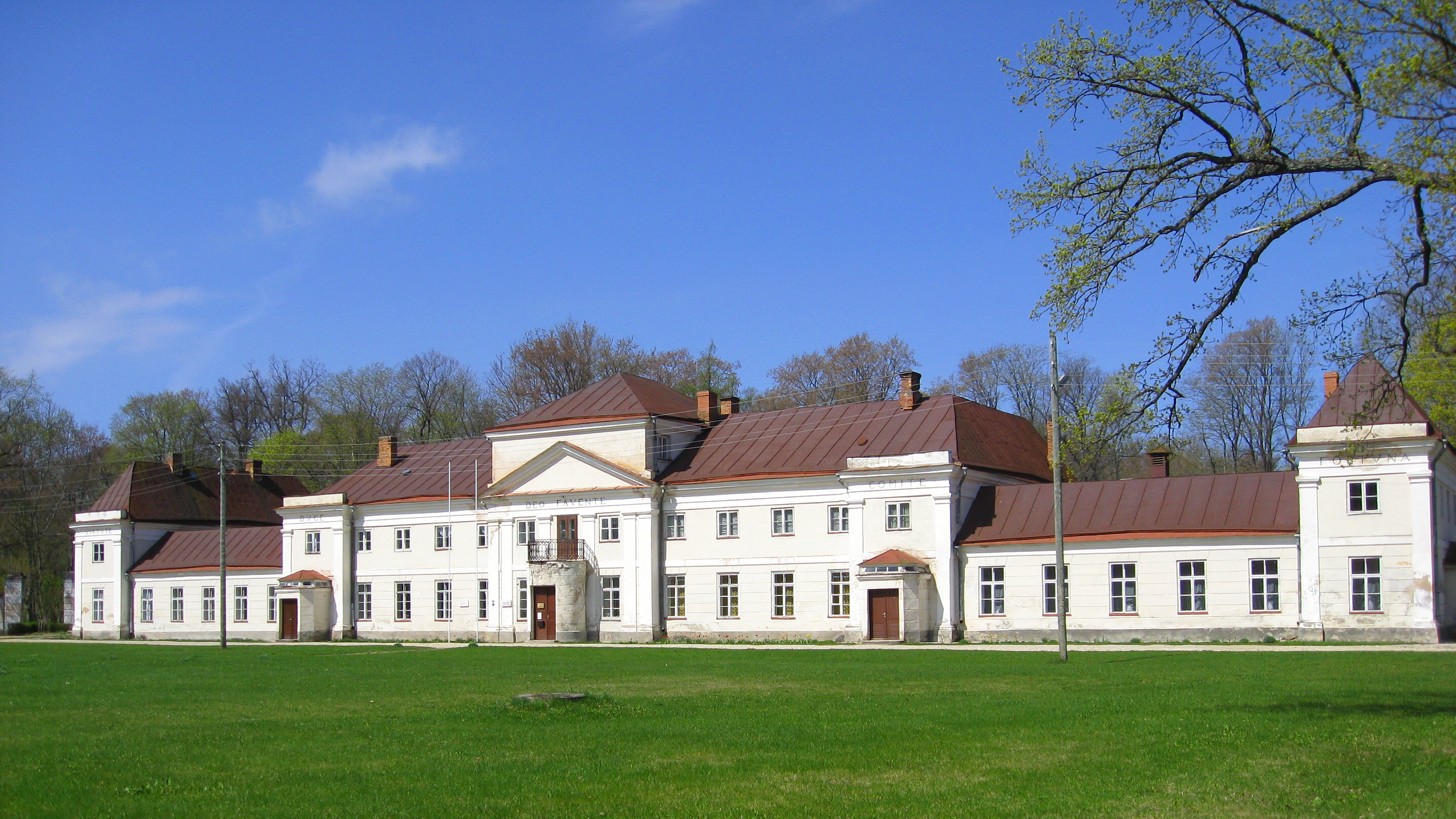
Варкландський палац
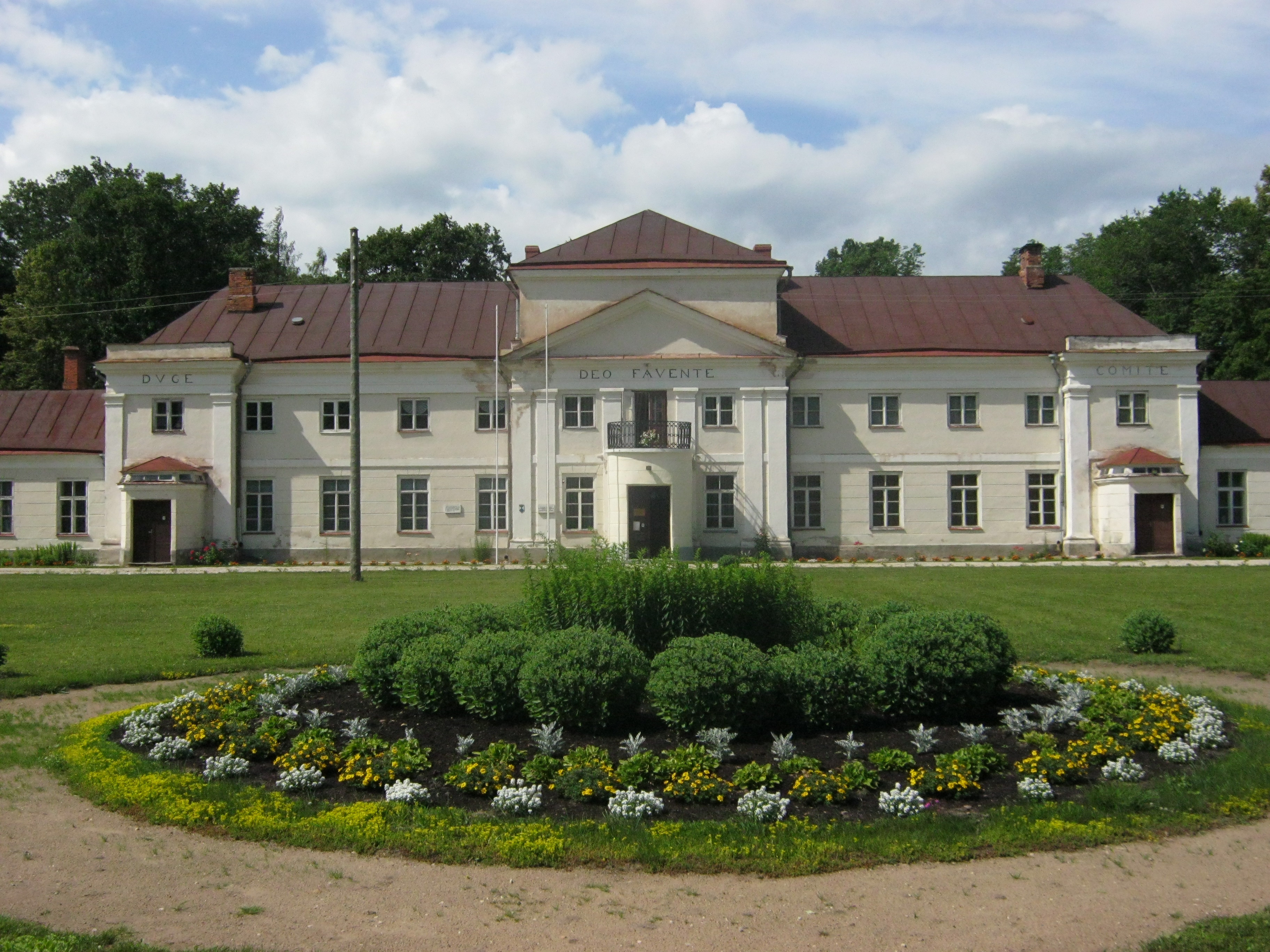
Варкландський палац
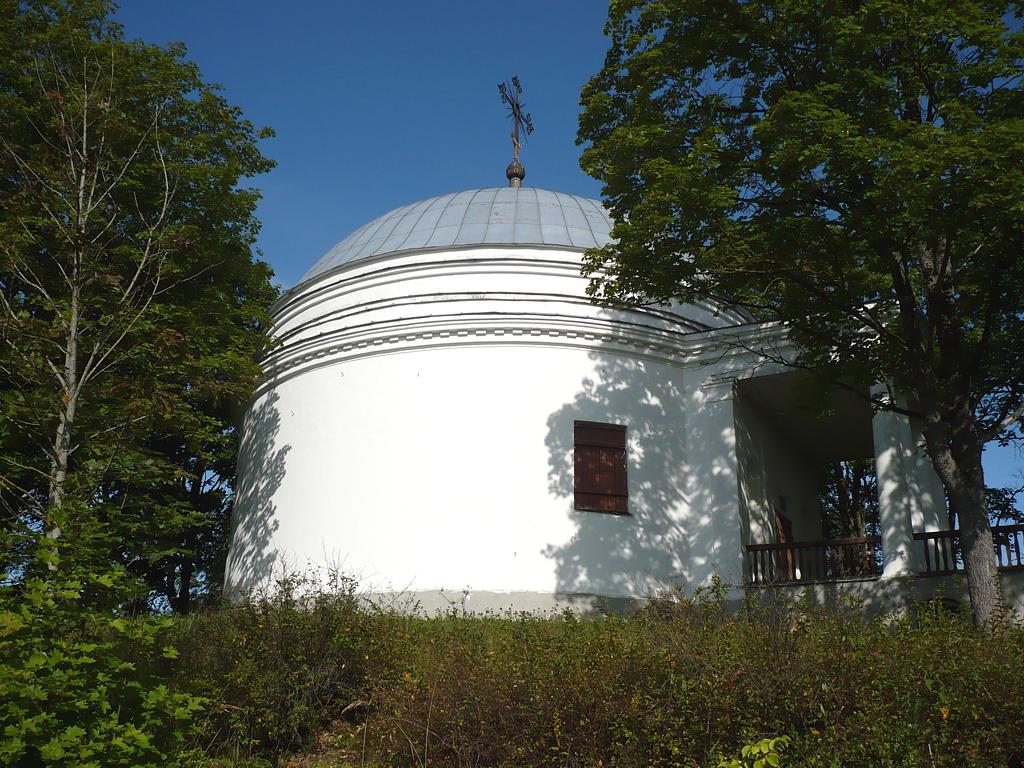
Католицька каплиця
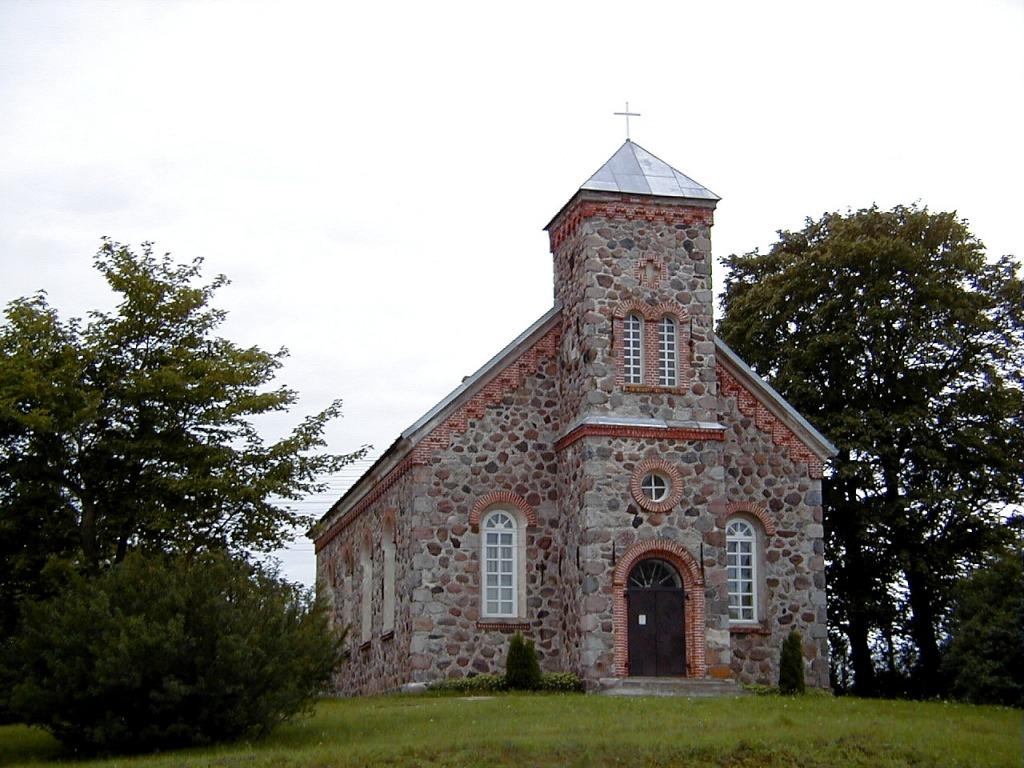
Лютеранська церква

## Уродженці
- Міхаель-Йоганн фон дер Борх (1753—1810) — белзький воєвода.
- Романовський Болеслав Шимон (1910—1968) — польський військовий, командор, відомий командир підводних човнів.